# Anna Johansson
Anna Johansson, née le 29 mai 1971 à Göteborg (Suède), est une femme politique suédoise. Membre des Sociaux-démocrates (SAP), elle est ministre des infrastructures au sein du gouvernement Löfven depuis 2014. 